# Amílcar Cabral
Amílcar Lopes da Costa Cabral (Bafatá, Guinea-Bisáu, 12 de septiembre de 1924-Conakry, 20 de enero de 1973) fue un ingeniero agrónomo y escritor, máximo dirigente revolucionario de la llamada Guinea Portuguesa (actual Guinea-Bisáu) y Cabo Verde. Junto a Titina Silá, Pansau Na Isna y Domingos Ramos, está considerado como una de las figuras más famosas de la lucha por la independencia en Guinea-Bisáu.

## Biografía
En 1953, durante su estancia en África, realizó un censo agrícola en Guinea Portuguesa, en el que recorrió más de 60.000 kilómetros, lo que le permitió «familiarizarse íntimamente con la gente y la tierra» de Guinea Portuguesa, lo que sin duda le resultó útil en la guerra de guerrillas que libraría más adelante. Regresó a África en la década de 1950 desde Portugal y contribuyó decisivamente a promover las causas independentistas de las entonces colonias portuguesas. En 1956, fue el fundador del PAIGC o Partido Africano da Independência da Guiné e Cabo Verde (Partido Africano para la Independencia de Guinea y Cabo Verde), y que, con las armas en mano y con la colaboración de efectivos militares cubanos, se enfrentó al colonialismo portugués hasta conseguir la independencia. También fue uno de los miembros fundadores del Movimento Popular de Libertação de Angola (MPLA) más tarde ese mismo año, junto con Agostinho Neto, a quien conoció en Portugal, y otros nacionalistas angoleños. Cabral era un activo de la Seguridad del Estado checoslovaco (StB) y, bajo el nombre clave de "Secretario", proporcionaba información de inteligencia a la StB.

## Asesinato
El 20 de enero de 1973, cuando ya la victoria estaba cerca, fue asesinado en Conakry por agentes de las autoridades portuguesas dirigidos por Inocêncio Kani. Menos de un mes después del asesinato, Estados Unidos concluyó que la entonces potencia colonial Portugal no estuvo directamente involucrada en su muerte, según documentos oficiales hechos públicos en 2006. Aun así, los Servicios de Información e Investigación del Departamento de Estado de los Estados Unidos también concluyeron que no se puede descartar "la complicidad de Lisboa" en el asesinato del líder de la lucha por la independencia de Cabo Verde y Guinea-Bissau ". Se ha acusado al tirano Ahmed Sekou Touré de ordenar su muerte, ya que murió en Guinea bajo su presidencia.

## Reconocimientos
El  primer Aeropuerto Internacional situado en la isla de Sal, en el archipiélago de Cabo Verde, lleva el nombre del héroe de la independencia. También hay una competición de fútbol, la Copa Amílcar Cabral , en la zona 2, nombrada en su honor. Además, la única universidad privada en Guinea-Bissau —la Universidad Amílcar Cabral, en Bissau— lleva su nombre. 
Llevan su nombre las máximas condecoraciones de Guinea-Bisáu y Cabo Verde: la Medalla Amílcar Cabral y la Orden Amílcar Cabral, respectivamente.

## Obras
- Nacionalismo y cultura, Bellaterra Edicions, Manresa, 2014, isbn:978-84-72906-34-1